# فرناندو مورينتس
فرناندو مورينتس سانشيز (بالإسبانية: Fernando Morientes) (مواليد 5 أبريل 1976) هو لاعب كرة قدم إسباني معتزل.

## بدايته
منذ طفولته تنقل موريانتس بين عدد من الفرق الصغيرة وهي ديانا وبار كواترو وريفوجيو دورادو وسيتروين، وفي عام 1992 انتقل إلى نادي الباسيتي وهو في السادسة عشر من عمره وهو النادي الذي شهد بداية تألقه واحترافه كلاعب كرة قدم وحين بلغ السابعة عشر من عمره في موسم 1993 - 1994 شارك في مبارتين مع الفريق الأول لم يسجل فيهما أي هدف، وفي الموسم الثاني شارك في 20 مباراة وسجل 5 أهداف، ولفت أنظار الفرق الكبيرة وانتقل إلى نادي ريال سرقسطة بطل كأس إسبانيا 1994 وكأس الكؤوس الأوروبية 1995، وفي موسم 1995 - 1996 شارك في 29 مباراة في الدوري وسجل فيها 13 هدف، كما شارك مع الفريق في 5 مباريات في كأس الكؤوس الأوروبية سجل فيها هدفين، وفي الموسم التالي شارك في 37 مباراة سجل فيها 15 هدف، فلفت أنظار فريق ريال مدريد الذي اشتراه لتبدأ صفحة جديدة لموريانتس.

## ريال مدريد
في موسمه الأول مع ريال مدريد 1997–1998، شارك في 33 مباراة سجل فيها 12 هدف بالدوري الأسباني، كما شارك في 10 مباريات بدوري أبطال أوروبا سجل فيها 4 أهداف. وقد ساعد تألقه إلى ضمه إلى المنتخب الأسباني المشارك في بطولة كأس العالم لكرة القدم 1998 فكانت بدايته قوية إذ شارك في مباراته الدولية الأولى أمام السويد وديًا وسجل هدفين من أهداف فريقه الأربعة وفي النهائيات شارك في مبارتين فقط سجل بهما هدفين وكانا في مرمى بلغاريا ولكن إسبانيا ودعت البطولة مبكرًا، وقد توج موسمه الأول بإحراز لقب دوري أبطال أوروبا وهو واحد من 3 ألقاب.
وفي الموسم الثاني شارك في 32 مباراة سجل فيها 19 هدف. وفي موسم 1999 - 2000 شارك في 29 مباراة سجل فيها 12 هدف. كما شارك في 14 مباراة في دوري أبطال أوروبا سجل فيها 6 أهداف. وفي الموسم التالي تعرض إلى إصابة فشارك في 22 مباراة محلية سجل فيها 6 أهداف وشارك في 8 مباريات بدوري أبطال أوروبا سجل فيها 4 أهداف. وفي موسم 2001 - 2002 شارك في 33 مباراة في الدوري المحلي سجل فيها 18 هدف وشارك في 12 مباراة بدوري أبطال أوروبا سجل فيها 3 أهداف فقط.
وفي موسم 2002 - 2003 شارك في 18 مباراة في الدوري سجل فيها 5 أهداف وشارك في 7 مباريات بدوري أبطال أوروبا لم يسجل فيها أي هدف، وفي الموسم التالي شارك في مباراة واحدة فقط فطلب وضعه على قائمة الانتقالات إلا أن ريال مدريد رفض بيعه إلى إنتر ميلان وفضل إعارته إلى نادي موناكو الفرنسي في موسم 2003 - 2004 حقق خلالها نجاحا كبيرا مع النادي الفرنسي الذي وصل إلى نهائي كأس دوري ابطال أوروبا وتوج اللاعب ذلك العام بلقب هداف البطولة الأوروبية كما احتل النادي المركز الثالث في الدوري الفرنسي، وبعد ذلك عاد موريانتس إلى ريال مدريد ولم يتمكن من حجز مكان كأساسي في تشكيلة النادي، فانتقل إلى ليفربول وقد سجل حينها أكثر من 18 هدفًا مع النادي الإنجليزي، وبعد ذلك انتقل إلى فريق فالنسيا الأسباني وسجل ما يفوق الـ20 هدف في مختلف البطولات.

## مرسيليا
ثم انتقل سنة 2009 إلى نادي أولمبي مرسيليا في عقد مدته سنتين وذلك بناء على طلب المدرب ديديي ديشان الذي سبق وأن درب اللاعب في نادي موناكو الفرنسي. هذا وقد لعب موريانتس مباراته الأولى مع المنتخب في 25 مارس 1998 وسجل خلال مسيرته معه 28 هدفًا في 48 مباراة خاضها معه.

## منتخب إسبانيا
وكان مورينتس لأداء موثوق لمنتخب بلاده منذ عام 1998 وأنه سجل هدفين في الدقائق الخمس الأولى من أول مباراة له ضد السويد في 25 آذار / مارس، إضافة أخريين في كل من مبارياته القادمتين، ضد أيرلندا الشمالية، وبلغاريا على التوالي. مورينتس كنها احتلت المركز الرابع في قائمة هداف الأسبانية على الإطلاق مع 27 هدفًا في 47 مباراة، وراء السابق ريال مدريد راوول زميله في ريال مدريد السابق فالنسيا زميله فيلا السابق وريال مدريد الكابتن فرناندو هييرو (الذي تولى غالبية الركلات الحرة في إسبانيا والعقوبات)، على الرغم من أن له الأهداف إلى نسبة الألعاب لأعلى من راؤول وهييرو.
وسجل مورينتس خمسة أهداف في نهائيات كأس العالم لكرة القدم اثنين من أنه برز في، مع هدفين في عام 1998 وثلاثة في عام 2002. في الطبعة الأخيرة، لعبت مورينتس وراؤول معًا في خط الهجوم، على حد سواء، وأظهر أداء رائعًا في البطولة. خلال مباراة الدور بنظام خروج المغلوب ضد كوريا الجنوبية، وسجل مورينتس هدفًا في الوقت الإضافي الذي تم رفضه، رغم أن الإعادة التلفزيونية واقترح ان الهدف هو شرعي وإسبانيا في نهاية المطاف خسر المباراة بركلات الترجيح.
وكان امتناع مفاجأة في كأس الأمم الأوروبية 2000، ولكن لعبت في كأس الأمم الأوروبية 2004 في البرتغال، حيث سجل واحد من اثنين فقط من الأهداف التي يمكن أن إدارة إسبانيا، في مرحلة خروج مجموعة لاحقة. مورينتس لعب أيضًا للأمة خلال تصفيات كأس العالم 2006، ولكن بسبب ضعف أدائه في ليفربول في 2005-06، لم يكن اختياره من قبل مدرب المنتخب الوطني لويس اراجونيس في التشكيلة النهائية للبطولة، على الرغم من أنه كان جزءا من فرقة 31 لاعبًا الأولية.
بعد عودته إلى شكل بعد انتقاله إلى فالنسيا، واستذكر مورينتس إلى صفوف المنتخب. سجل هدفه 27 لإسبانيا في التصفيات المؤهلة لكأس الأمم الأوروبية 2008 ضد الدنمارك في 24 مارس 2007. جرح أربعة أيام في وقت لاحق أمام آيسلندا، في آخر مسابقة التصفيات، لم يكن أشار مرة أخرى.

## روابط خارجية
- فرناندو مورينتس على موقع الاتحاد الدولي (مؤرشف)  (الإنجليزية)
- فرناندو مورينتس على موقع الاتحاد الأوربي (الإنجليزية)
- فرناندو مورينتس على موقع الاتحاد الأوربي (الإنجليزية)
- فرناندو مورينتس على موقع رابطة كرة القدم الفرنسية للمحترفين (الإنجليزية)
- فرناندو مورينتس على موقع قاعدة بيانات كرة القدم.إي يو (الإنجليزية)
- فرناندو مورينتس على موقع بيانات كرة القدم. دي إي (الألمانية)
- فرناندو مورينتس على موقع ناشيونال فوتبول تيمز (الإنجليزية)
- فرناندو مورينتس على موقع Soccerbase.com (لاعب) (الإنجليزية)
- فرناندو مورينتس على موقع Soccerway.com (الإنجليزية)
- فرناندو مورينتس على موقع عالم كرة القدم.نت (الإنجليزية)